# Willow Smith
Willow Camille Reign Smith (Los Angeles, Kalifornia, 2000. október 31. –) amerikai gyermekszínésznő és énekesnő, Will Smith és Jada Pinkett Smith leánya. 2007-ben debütált a film világában a Legenda vagyok című filmben, és később a Kit Kittredge: An American Girlben szerepelt Abigail Breslin partnereként. Alakításáért megkapta a Young Artist Award-ot.
A színészi karrier mellett 2010 őszén elindította zenei karrierjét is a Whip My Hair című kislemezével, amely a rapper Jay-Z kiadójában, a Roc Nationban jelent meg. A dal Billboard Hot 100 listán a #11 helyen végzett, így Smith a legfiatalabb előadók közé tartozik, akik ilyen jó helyezést értek el ezen a slágerlistán.

## Élete
Willow a színész-énekes Will Smith és Jada Pinkett Smith színésznő lánya. Két testvére van Jaden Smith és Trey Smith, akik szintén  színészek. Willow és bátyja, Jaden is a Hasbro Zambia Projectjének nagykövetei, amely segítséget nyújt az elárvult zambiai gyerekeknek az AIDS ellen.

## Színészi karrier
2007-ben apja mellett debütált a Legenda vagyok című filmben. Következő filmjének, a Kit Kittredge: An American Girl-nek a premierje 2008. július 2-án volt. Will Smith 2011. január 20-án bejelentette, hogy azt tervezi, hogy a híres képregényből, a Little Orphan Annieből készült remakeben címszereplő lesz. Jay-Z-vel is tárgyalásokat folytat a film zenéjével kapcsolatban és az esetleges új dalok kiadásáról.

## Zenei karrier
2010 júniusában, Willow anyja Jada Pinkett Smith egy interjúban a Lopez Tonightban bejelentette egy interjúban, hogy Willow hamarosan albumot fog kiadni. Az első kislemez a Whip My Hair 2010. szeptember 7-én jelent meg, Jay-Z kiadójának, a Roc Nationnak jóvoltából. 2011. január 25-én kiadtak egy 15 másodperces ízelítőt az új 21st Century Girl című dalból. 2011. november 10-én Los Angelesben fellépett az amerikai X-faktorban. Ez volt új számának a Fireball-nak a világpremierje.

## Filmográfia
| Év        | Cím               | Eredeti cím                     | Szerep             |
| --------- | ----------------- | ------------------------------- | ------------------ |
| 2007      | Legenda vagyok    | I Am Legend                     | Marley Neville     |
| 2008      |                   | Kit Kittredge: An American Girl | Countee Garby      |
| 2008      | Madagaszkár 2     | Madagascar: Escape 2 Africa     | Baby Gloria (hang) |
| 2009      | MadagaszKarácsony | Merry Madagascar                | Abby (hang)        |
| 2009–2010 | True Jackson VP   | True Jackson, VP                | fiatal True        |
| 2012      |                   | Annie                           | Annie              |

## Diszkográfia

### Stúdióalbumok
- Ardipithecus (2015)
- The 1st (2017)
- Willow (2019)
- Lately I Feel Everything (2021)

### Közreműködések
- The Anxiety (2020)

## Zenei videók
- 2010: Whip My Hair (Ray Kay)
- 2011: 21st Century Girl
- 2011: Fireball

## További információ
- Hivatalos oldal
- Willow Smith a Facebookon
- Willow Smith a PORT.hu-n (magyarul)
- Willow Smith az Internetes Szinkronadatbázisban (magyarul)
- Willow Smith az Internet Movie Database-ben (angolul)
- Willow Smith a Rotten Tomatoeson (angolul)